# Archiprezbiterat bieszczadzki
Archiprezbiterat bieszczadzki – jednostka organizacyjna archidiecezji przemyskiej. Archiprezbiterem jest ks. prał. Wojciech Szlachta.
Archiprezbiterat został powołany 27 stycznia 1978 roku dekretem bpa Ignacego Tokarczuka.

## Skład archiprezbiteratu
- dekanat Lesko
- dekanat Lutowiska
- dekanat Solina
- dekanat Ustrzyki Dolne